# 佩馬斯特蘭丁 (加利福尼亞州)
佩馬斯特蘭丁（英語：Paymaster Landing）是位於美國加利福尼亞州因皮里爾縣的一個非建制地區。該地的面積和人口皆未知。

## 地理
佩馬斯特蘭丁的座標為33°14′45″N 114°41′23″W / 33.24583°N 114.68972°W，而該地的平均海拔高度為65米（即213英尺）。